# Subdivisió administrativa de Rússia
A causa de les grans dimensions de Rússia, la federació se subdivideix en diferents tipus d'entitats i nivells.

## Subjectes federals
Article principal: Subjectes federals de Rússia

Subjectes federals de la Federació Russa.

Rússia és una federació que consta de 85 subjectes (en rus субъе́кты, transliterat subiekti; en singular субъе́кт, subiekt). Cadascun d'aquests subjectes té els mateixos drets federals, fet que es tradueix en dos representants al Consell Federal (o cambra alta del Parlament Rus). Malgrat això, tenen diferents graus d'autonomia. Tot i que els districtes autònoms són subjectes federals per la seva pròpia naturalesa, pertanyen, a la vegada, a altres subjectes federals (excepte Txukotka).
Els subjectes federals tenen diferents apel·lacions, com república, óblast, territori o krai, districte autònom o província autònoma. En part això es deu a diferents nivells d'autonomia i, en part, a raons històriques.

## Districtes federals

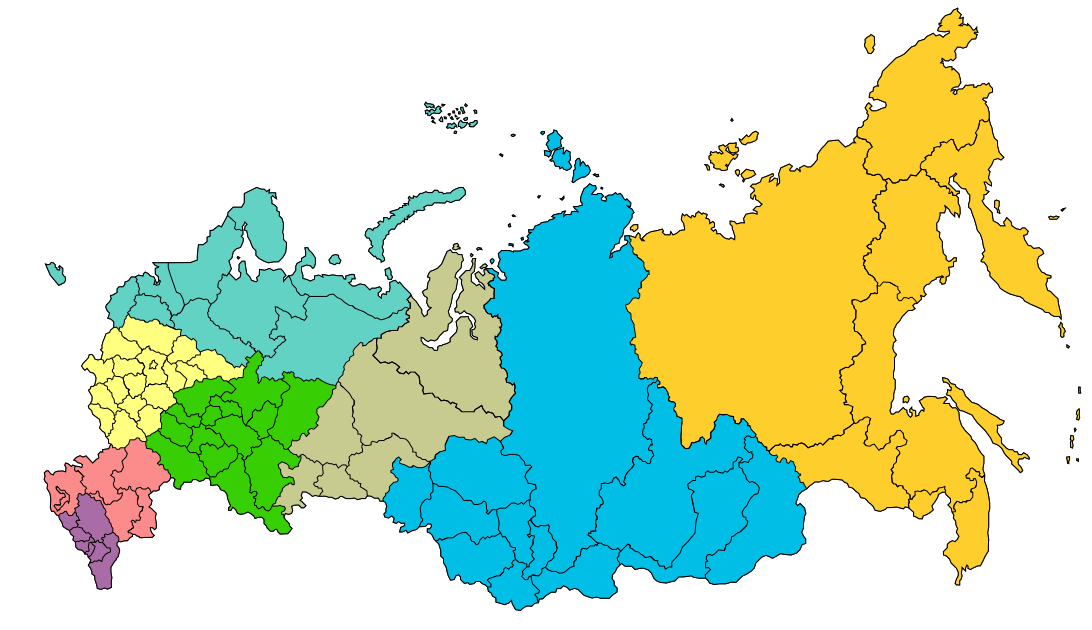
Districtes federals de la Federació Russa.

Article principal: Districtes federals de Rússia
Tots els subjectes federals estan agrupats en nou districtes federals (федера́льные округа́, federàlnie okrugà; en singular федера́льный о́круг, federalni ókrug) i estan administrats pels respectius governadors designats pel President de Rússia. El sistema de districtes federals va ser establert el 13 de maig de 2000.

## Regions econòmiques

Regions econòmiques de la Federació Russa.

Article principal: Regions econòmiques de Rússia
Per a fins econòmics o estadístics, els subjectes federals s'agrupen en onze regions econòmiques (экономи́ческие райо́ны, ekonomítxeskie raioni; en singular экономи́ческий райо́н, ekonomítxeski raion).

## Divisions administratives de nivell menor
Abans de l'adopció de la Constitució de Rússia de 1993, l'estructura administrativa i territorial de Rússia estava regulada pel Decret del Presídium del Soviet Suprem de la República Socialista Federativa Soviètica de Rússia (RSFSR) de 17 d'agost de 1982 «Sobre els procediments per tractar les qüestions administrativoterritorials de la RSFSR". La Constitució de 1993, però, no identificava les qüestions de les divisions administrativoterritorials com a responsabilitat del govern federal ni com a responsabilitat conjunta del govern federal i dels subjectes. Això va ser interpretat pels governs dels subjectes federals com un signe que les matèries de les divisions administratius-territorials passaven a ser competència exclusiva dels subjectes federals. En conseqüència, les estructures administratives-territorials modernes dels subjectes federals varien significativament d'un subjecte federal a un altre. Tot i que els detalls de la implementació poden ser considerablement diferents, en general, però, es reconeixen els següents tipus de divisions administratives d'alt nivell:
- Districtes (райо́ны; raioni; en singular райо́н; raion): són similars als comtats dels Estats Units;
- Ciutats (города́, gorodà; en singular го́род, górod) i assentaments urbans (посёлки городско́го ти́па, posiolki gorodskogo tipa; en singular посёлок городско́го ти́па, posiólok gorodskogo tipa), sota la jurisdicció d'un subjecte federal;
- Districtes autònoms (автоно́мные округа́, avtonómnie okrugà; en singular автоно́мный о́круг, avtonomni ókrug), sota la jurisdicció d'un subjecte federal, que, tot i que es consideren subdivisions de nivell menor (excepte Txukotka), tenen un estatus de subjecte federal.

Les subdivisions del tercer nivell són:
- consells rurals (сельсове́ты, selsovieti; en singular сельсове́т, selsoviet);
- pobles i assentaments urbans/rurals, sota la jurisdicció d'un districte;
- districtes de les ciutats i els pobles;
- districtes dels assentaments urbans.

## Divisions municipals
Les administracions municipals formen un tipus autònom d'administració que no s'ha de confondre amb l'administració de l'estat (incloent-hi la dels subjectes federals) en el mateix territori.
En el curs de la reforma municipal russa de 2004-2005, tots els subjectes federals de Rússia havien de racionalitzar les estructures de l'autogovern local, que està garantida per la Constitució de Rússia. La reforma obligava que cada subjecte federal tingués una estructura unificada d'òrgans de govern municipal abans de l'1 de gener de 2005, i una llei que feia complir les disposicions de la reforma va entrar en vigor l'1 de gener de 2006. Segons la llei, les unitats de la divisió municipal (anomenades "formacions municipals") són les següents:
- Districte municipal: Conjunt d'assentaments urbans i rurals, sovint juntament amb els territoris entre assentaments. A la pràctica, els districtes municipals solen formar-se dins dels límits dels districtes administratius (raions) existents.
  - Assentament urbà: Una ciutat o un assentament de tipus urbà, possiblement juntament amb localitats rurals i/o urbanes adjacents.
  - Assentament rural: Una o diverses localitats rurals.
- Ókrug urbà: Assentament urbà no incorporat a un districte municipal. A la pràctica, els ókrugs urbans solen formar-se dins dels límits de les ciutats existents d'importància federal.
- Territori intraurbà (formació municipal intraurbana) d'una ciutat federal: una part del territori d'una «ciutat federal» (Moscou o Sant Petersburg).

## Districtes militars

Districtes militars de Rússia des de 2024

Per a millorar l'eficiència de les unitats militars del país, el seu entrenament i les seves operacions, els subjectes federals de Rússia s'agrupen en districtes militars. Cada districte opera sota el comandament del quarter general de cada districte, liderat per un comandant de districte que es troba subordinat a un general de les forces armades. Des del 26 de febrer de 2024 els districtes militars de la Federació passen a ser cinc, suprimint l'oficialitzat Districte Militar del Nord per deixar els districtes de Moscou i Leningrad.